# Кампу луј Њаг (Хунедоара)
Кампу луј Њаг (рум. Câmpu lui Neag) насеље је у Румунији у округу Хунедоара у општини Урикани. Oпштина се налази на надморској висини од 776 m.

## Становништво
Према подацима из 2002. године у насељу је живело 567 становника.

### Попис2002.
| Расподела становништва по националности 2002.‍ | Расподела становништва по националности 2002.‍ | Расподела становништва по националности 2002.‍ | Расподела становништва по националности 2002.‍ | Расподела становништва по националности 2002.‍ |
| --------------------------------------------- | --------------------------------------------- | --------------------------------------------- | --------------------------------------------- | --------------------------------------------- |
|                                               |                                               |                                               |                                               |                                               |
| Румуни                                        | Румуни                                        |                                               | 535                                           | 95,0%                                         |
| Мађари                                        | Мађари                                        |                                               | 28                                            | 5,0%                                          |